# NSG Hinterste Neuwiese und NSG Waldwiesenbach bei Oberhöchstadt
NSG Hinterste Neuwiese und NSG Waldwiesenbach bei Oberhöchstadt este o arie protejată (arie specială de conservare — SAC, sit de importanță comunitară — SCI) din Germania întinsă pe o suprafață de 23,4 ha, integral pe uscat.

## Localizare
Centrul sitului NSG Hinterste Neuwiese und NSG Waldwiesenbach bei Oberhöchstadt este situat la coordonatele 50°11′46″N 8°31′08″E / 50.1961°N 8.5189°E.

## Înființare
Situl NSG Hinterste Neuwiese und NSG Waldwiesenbach bei Oberhöchstadt a fost declarat sit de importanță comunitară în noiembrie 2004 pentru a proteja un număr necunoscut de specii din flora spontană și fauna sălbatică aflate în arealul zonei. Situl a fost protejat și ca arie specială de conservare în martie 2008.

## Biodiversitate
Situată în ecoregiunea continentală, aria protejată conține 5 habitate naturale: Cursuri de apă de la nivel de câmpie la nivel montan, cu vegetație Ranunculion fluitantis și Callitricho-Batrachion, Pajiști cu Molinia pe soluri calcaroase, turboase sau argilos-nămoloase (Molinion caeruleae), Liziere de ierburi înalte hidrofile de câmpie și de nivel montan până la alpin, Fânețe de joasă altitudine (Alopecurus pratensis, Sanguisorba officinalis), Păduri aluvionare cu Alnus glutinosa și Fraxinus excelsior (Alno-Padion, Alnion incanae, Salicion albae).
La baza desemnării sitului se află un număr nedeclarat de specii protejate.